# Atletica leggera ai Giochi della VII Olimpiade - Getto del peso
La competizione del getto del peso di atletica leggera ai Giochi della VII Olimpiade si svolse i giorni 17 e 18 agosto 1920 allo Stadio Olimpico di Anversa.

## L'eccellenza mondiale
| Campione olimpico 1912 | 15,34      | Patrick McDonald | Presente |
| Primatista europeo     | 14,86 1913 | Elmer Niklander  | Presente |
| Primatista stagionale  | 14,44      | Patrick McDonald | Presente |

1. ↑  Fino al 15 agosto.

## Risultati

### Turno eliminatorio
Tutti i 20 iscritti hanno diritto a tre lanci. Poi si stila una classifica. I primi sei disputano la finale (tre ulteriori lanci). I sei finalisti si portano dietro i risultati della qualificazione.
La miglior prestazione appartiene a Elmer Niklander (Fin) con 14,155 m.
| Pos. | Atleta            | Nazione     | Misura |
| ---- | ----------------- | ----------- | ------ |
| 1    | Elmer Niklander   | Finlandia   | 14,155 |
| 2    | Patrick McDonald  | Stati Uniti | 14,080 |
| 3    | Ville Pörhölä     | Finlandia   | 14,035 |
| 4    | Harry Liversedge  | Stati Uniti | 13,755 |
| 5    | Einar Nilsson     | Svezia      | 13,735 |
| 6    | Harald Tammer     | Estonia     | 13,605 |
| 7    | George Bihlman    | Stati Uniti | 13,575 |
| 8    | Howard Cann       | Stati Uniti | 13,520 |
| 9    | Bertil Jansson    | Svezia      | 13,270 |
| 10   | Armas Taipale     | Finlandia   | 12,945 |
| 11   | Frederik Petersen | Danimarca   | 12,525 |
| 12   | Raoul Paoli       | Francia     | 12,485 |
| 13   | Aurelio Lenzi     | Italia      | 12,325 |
| 14   | Giuseppe Tugnoli  | Italia      | 12,070 |
| 15   | Henri Dozolme     | Francia     | 11,965 |
| 16   | Erik Blomqvist    | Svezia      | 11,935 |
| 17   | Ignacio Izaguirre | Spagna      | 11,235 |
| 18   | Gaston Wuyts      | Belgio      | 11,045 |
| 19   | Luigi Antognini   | Svizzera    | 10,320 |
| 20   | Léon Pothier      | Belgio      | 10,100 |

### Finale
Nei tre lanci di finale Niklander, il migliore dei finlandesi (11 titoli nazionali tra 1909 e 1924), non riesce ad esprimersi sui suoi livelli. Al secondo turno il connazionale Pörhölä lo supera con 14,255; al terzo lo distanzia con un lancio che va vicino ai 15 metri.
| Pos.    | Atleta           | Età | Nazione     | Misura | Lanci  | Lanci  | Lanci  | Lanci  |
| Pos.    | Atleta           | Età | Nazione     | Misura | Q      | 1°     | 2°     | 3°     |
| ------- | ---------------- | --- | ----------- | ------ | ------ | ------ | ------ | ------ |
| Oro     | Ville Pörhölä    | 23  | Finlandia   | 14,810 | 14,035 | 13,915 | 14,255 | 14,810 |
| Argento | Elmer Niklander  | 30  | Finlandia   | 14,155 | 14,155 | 13,500 | 14,080 | n/d    |
| Bronzo  | Harry Liversedge | 26  | Stati Uniti | 14,150 | 13,755 | 13,550 | 14,150 | n/d    |
| 4       | Patrick McDonald | 42  | Stati Uniti | 14,080 | 14,080 | 13,500 | 14,080 | n/d    |
| 5       | Einar Nilsson    | 29  | Svezia      | 13,870 | 13,735 | 13,440 | 13,870 | n/d    |
| 6       | Harald Tammer    | 21  | Estonia     | 13,605 | 13,605 | 13,560 | 12,000 | 13,605 |